# 莧藍灰蝶
莧藍灰蝶（学名：Zizeeria karsandra），又名暗草灰蝶、臺灣小灰蝶、吉灰蝶、濱大和小灰蝶，为灰蝶科藍灰蝶屬下的一个种。

## 描述
本種為小型灰蝶，具雌雄二型性，雌雄斑紋明顯不同。體背暗褐色，腹面白色。雄蝶複眼光滑，雌蝶無毛。觸角黑褐色，具白環；口器褐色；下唇鬚白色，末端細小，部分褐色。足白色帶褐色紋，雄蝶前足跗節癒合、末端尖銳下彎，雌蝶則不癒合。
前翅長9-12 mm，呈三角形，前緣弧形、外緣略突出；後翅圓形。雄蝶翅背紫色或暗褐色，具藍紋與褐色邊，雌蝶藍色紋較淡且集中於翅內側。
翅腹面底色淺灰白至淺褐，前後翅中央有一列黑褐或暗褐色斑點，前翅亞基部具2個深色小點，後翅有3個深色小點。中室端有深色短線，翅基與中室內另具小斑點。亞外緣有2列暗褐色帶紋，由內側褐帶與外側斑點構成。緣毛灰白或淺褐色。

## 分佈
廣泛分佈於舊世界熱帶地區，在臺灣主要見於本島低海拔區域，北部較少，離島亦有分布。

## 棲地
分布於林緣、草地、海岸、農田及荒地等開闊環境，全年多世代。成蝶喜訪花，幼蟲以多種草本植物為食，包括莧科的刺莧、野莧菜、凹葉野莧菜，蒺藜科的臺灣蒺藜、大花蒺藜，粟米草科的假繁縷，以及蓼科的假扁蓄等，取食部位因植物種類而異。

## 扩展阅读
- 維基物種上的相關：莧藍灰蝶